# Grafenschachen
Grafenschachen (mađarski: Vasárokszállás) je općina u kotaru Borta u Gradišću, Austrija. 